# La charcutería mecánica
La charcutería mecánica (título original: La Charcuterie mécanique) es un cortometraje humorístico de 1895/1896 (según la clasificación de sus creadores) creado por los hermanos Lumière . En The Aurum Film Encyclopedia: Science Fiction, de Phil Hardy, aparece como la primera película de ciencia ficción. La acción involucra a un cerdo vivo que se coloca en una máquina (esencialmente, un gran contenedor de madera). Luego, el cerdo se convierte en varios subproductos de cerdo, que se sacan del otro extremo de la máquina.
El tema se repitió ampliamente en películas como Haciendo salchichas (título original: Making Sausages), también conocido como El fin de todas las cosas (The End of All Things, 1897) de George Albert Smith, que representaba a gatos y perros convertidos en salchichas (junto con un pato y una bota) por una máquina. La compañía American Mutoscope y Biograph filmaron La máquina de salchichas (The Sausage Machine, 1897) el mismo año, que era una parodia del sistema de cinta transportadora. Los Estudios Edison siguieron con Diversión en una carnicería (Fun in a Butcher Shop, 1901) y Fábrica de perritos (Dog Factory, 1904), los cuales mostraban perros como mascotas, nuevamente convertidos en salchichas. La primera mostraba simplemente una manivela primitiva, mientras que la última película representaba una máquina eléctrica con un proceso reversible.